# Ihor Soldat
Ihor Volodymyrovych Soldat (in ucraino Ігор Володимирович Солдат?; Kiev, 10 marzo 1991) è un calciatore ucraino, difensore del Bukovyna Černivci.

## Carriera
Ha iniziato la sua carriera come giocatore del Stal' Alčevs'k. Ha giocato anche per il Kryvbas Kryvyj Rih, Desna Černihiv, Inhulec. Nel 2019 si trasferisce al Veres, dove la squadra vince la Perša Liha e viene promossa in Prem"jer-liha. Nel 2022 gioca una stagione nel LNZ Cherkasy giocando 20 partite e segnando una rete contribuendo alla promozione della squadra in Prem"jer-liha. Nel 2023 si trasferisce a Mynai, giocando 13 partite e il 6 dicembre 2023, il suo contratto termina di comune accordo con il club.

## Palmarès
- Perša Liha: 1

Veres Rivne: 2020-2021